# 宮城県道123号荒浜港今泉線

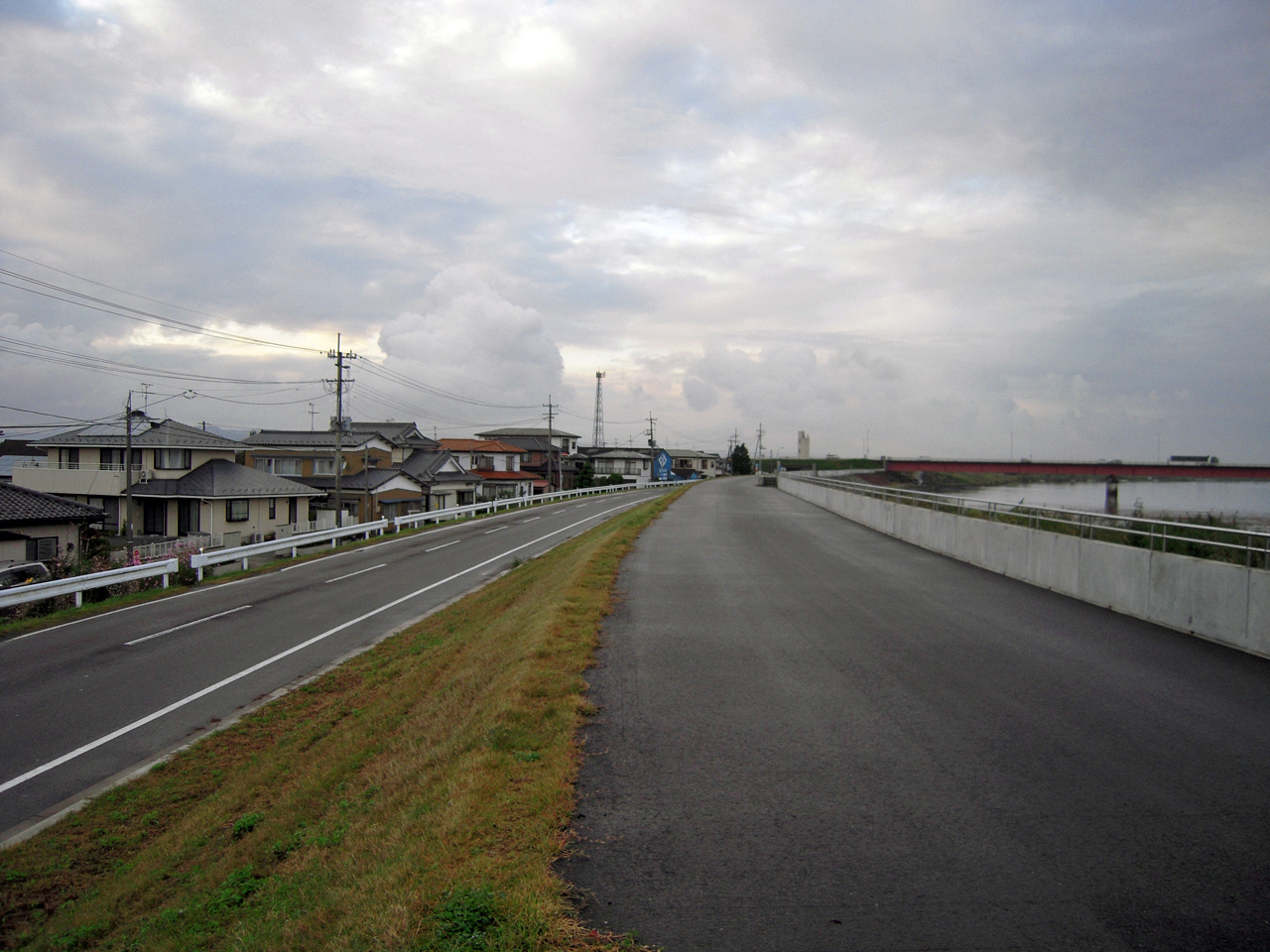
亘理町荒浜付近。阿武隈川と平行して通る（2008年10月）。

宮城県道123号荒浜港今泉線 （みやぎけんどう123ごう あらはまこういまいずみせん）は、宮城県亘理郡亘理町の荒浜漁港から国道6号交点に至る一般県道である。

## 概要
かつて終点は亘理町の北端となる国道6号阿武隈橋（阿武隈川）の南詰だった。路線名の通りの逢隈今泉地区である。しかし、宮城県道269号亘理インター線の建設によって路線が分断されてしまった。そのため終点は国道6号・県道亘理インター線の交点のひとつ南の交差点である亘理町中泉交差点に移動した。中泉以北の区間は亘理町に移管されている。

### 路線データ
- 起点：荒浜港（亘理町荒浜）
- 終点：亘理町逢隈中泉（国道6号交点）
- 路線延長：9.128 km

## 地理

### 通過する自治体
- 宮城県
亘理郡亘理町

### 交差する道路
- 宮城県道10号塩釜亘理線（亘理町荒浜）
- 国道6号（亘理町逢隈中泉）